# Октябрьский (Павловский район)
Октя́брьский — посёлок в Павловском районе Краснодарского края.
Административный центр Среднечелбасского сельского поселения.

## География

### Улицы
| - ул. Будённого, - ул. Ворошилова, - ул. Горького, - ул. Дзержинского, - ул. Калинина, - ул. Красная, | - ул. Ленина, - ул. Мира, - ул. Новая, - ул. Октябрьская, - ул. Победы, - ул. Советская. |

## Экономика
В посёлке находится НПХ «Калинина» — филиал ФГБНУ «НЦЗ имени П. П. Лукьяненко».

## Спорт
Футбольный клуб «ОПХ» в период с 1980—2008 год входил в тройку лучших команд в чемпионате района. Однако в 2008 году финансирование команды было прекращено, и на протяжении 5 лет ФК ОПХ перестал существовать. Однако в 2013, благодаря инициативе братьев Бондарей, А. Гуссоева, М. Кривошеева, В. Чуприна, М. Белоцкого команду удалось возродить. Немалую роль сыграли глава ССП В. Жуков, тренер ФК Путиловец (А. Шевченко). В 2013 году команде не удалось показать результатов (последнее место). Однако, в 2014 году клуб заметно прибавил, заняв 7 место (из 13), при этом разрыв с 3 местом составил всего 4 очка.

## Население
| 2002 | 2010  |
| ---- | ----- |
| 1581 | ↘1552 |